# Mar Rojo
El mar Rojo (en árabe: البحر الأحمر Al Baḥr al aḥmar; hebreo: Yam Sûf ים סוף o bien Hayam Haadom הים האדום; en copto: ⲫⲓⲟⲙ `ⲛϩⲁϩ Phiom Enhah o también ⲫⲓⲟⲙ ̀ⲛϣⲁⲣⲓ Phiom ̀nšari; en tigriña: ቀይሕ ባሕሪ Qeyih Bahri y en somalí: Badda Cas) es un mar marginal y golfo o cuenca del océano Índico, entre África y Asia. La conexión con el océano es hacia el Sur, a través del estrecho de Bab el-Mandeb y el golfo de Adén. Hacia el norte se encuentra la península del Sinaí, el golfo de Áqaba y el golfo de Suez (que a su vez llega al canal de Suez). El mar tiene unos 2200 km de largo y su ancho máximo es de 335 km. La profundidad máxima es de 2130 m, siendo la media de unos 500 m. También posee extensas plataformas de escasa profundidad, en las que se encuentra abundante vida marina y corales. La superficie total es de, aproximadamente, 450 000 km². A este mar se le puede considerar ser una prolongación hacia el norte del gran Valle del Rift y es una importante vía de comunicación entre Europa y el Extremo Oriente.

## Origen del nombre
El nombre mar Rojo es la traducción castellana del latín Rubrum mare, el cual, a su vez, era la traducción del griego clásico Ερυθρὰ Θάλασσα, (Erythra Thalassa). El mar también ha sido denominado Eritreo, trascripción del término griego, nombre que también se aplicó al Océano Índico. Otro nombre de uso común es Golfo Arábigo, que traduce el latino Sinus Arabicus. Una inscripción del siglo II, parece indicar que, durante un tiempo, los romanos lo llamaron Pontus Herculis (mar de Hércules), pero es posible que sea una mala lectura por Portus (puerto). En egipcio antiguo el nombre parece haber sido: Pꜣ-ym-ꜥꜣ-n(.y)-mw-ḳd, «el agua invertida», quizás por su contraste con las calmas aguas del Nilo, si bien este nombre: mw-ḳd (Mu-Ked) también se aplicó al Éufrates. Un nombre árabe alternativo al más común البحر الأحمر, Al-Baḥr Al-Aḥmar (mar Rojo) es: بحر القلزم Baḥr Al-Qulzum, literalmente «El mar de Clisma», por el puerto egipcio del mismo nombre.
Acerca del origen del nombre, más allá de teorías epónimas como la Quinto Curcio Rufo, quien lo derivaba de un rey llamado Eritreo, la más aceptada hasta el siglo XX es que se relaciona con la aparición estacional de colonias de Trichodesmium erythraeum, una cianobacteria de color rojo que da ese color a las aguas de la superficie.
Recientemente se considera plausible una teoría alternativa según la cual el adjetivo rojo se refería al rumbo sur, basada en el hecho de que los pueblos del Cercano Oriente usaban los colores para indicar los puntos cardinales. Esta interpretación coincide con el hecho de que Heródoto use mar Rojo y mar del Sur para designar el mismo cuerpo de agua y que, siendo el negro el color asociado al Septentrión, se denomine mar Negro, al ubicado al norte.

## Países ribereños

Mapa del mar Rojo con los países ribereños

- Costa norte: Egipto, Israel y Jordania
- Costa oeste: Egipto, Sudán y Eritrea
- Costa este: Arabia Saudita y Yemen
- Costa sur: Yibuti y Eritrea

## Propiedades físicas
La temperatura del agua en la superficie se mantiene entre los 20 y los 30 °C a lo largo de todo el año.[cita requerida] La visibilidad también es buena hasta los 200 metros, aunque el mar es conocido por sus vientos fuertes y las impredecibles corrientes locales. Se originó cuando África se separó de la península arábiga, un movimiento que comenzó hace ya unos 30 millones de años. Este efecto continúa hoy en día, y el mar poco a poco se ensancha, por lo cual se desarrolla actividad volcánica en sus partes más profundas. El modelo de John Tuzo Wilson, con el que coincide una parte mayoritaria de la comunidad científica, estipula que este mar se convertirá en un océano en un futuro lejano.

## Historia

### Antigüedad
La primera exploración conocida del Mar Rojo fue realizada por los antiguos egipcios, quienes lo navegaron para establecer rutas comerciales con el país de Punt. La más antigua de dichas expediciones tuvo lugar alrededor del 2500 a. C. y la más famosa, por los bajorrelieves de Deir el Bahari, fue comisionada por la faraona Hatshepsut hacia el 1500 a. C. En el siglo VII a. C., el faraón Necao envió una expedición fenicia al mar Rojo que, según Heródoto, terminó circunnavegando África.
En el siglo VI a. C., el emperador persa Darío el Grande envió misiones de reconocimiento al Mar Rojo, mejorando y extendiendo la navegación al localizar escollos y corrientes peligrosas. Por orden del mismo soberano se construyó (o se renovó, pues otros autores lo atribuyen a Necao) un canal entre el Nilo y el extremo norte del Mar Rojo en Suez.
A finales del siglo IV a. C., Alejandro Magno envió expediciones navales griegas por el Mar Rojo hasta el Océano Índico. Los navegantes griegos continuaron explorando y compilando datos sobre el Mar Rojo. Agatárquidas recopiló información sobre el mismo en el siglo II a. C.
El Mar Rojo fue muy importante para el comercio romano con la India a partir del gobierno de Augusto, cuando el Imperio Romano ganó el control sobre Egipto; en efecto, la ruta había sido utilizada por los Ptolomeos, pero creció en tráfico bajo los romanos. El llamado Periplo del mar Eritreo, un itinerario griego escrito por un autor desconocido alrededor del siglo I, contiene una descripción detallada de los puertos y rutas marítimas del Mar Rojo; en el mismo se describe cómo Hipalo descubrió por primera vez la ruta directa desde el Mar Rojo a la India.

### Edad Media
Durante la Edad Media, el Mar Rojo fue una parte importante de la ruta comercial de las especias. En 1183, Raynald de Châtillon lanzó una incursión por el Mar Rojo para atacar los convoyes de peregrinos musulmanes a La Meca. La posibilidad de que la flota de Raynald saqueara las ciudades santas de La Meca y Medina causó terror en todo el mundo musulmán.

### Edad Moderna
En 1513, tratando de asegurar el control de la ruta de las especias para Portugal, Afonso de Albuquerque puso sitio a Adén, pero se vio obligado a retirarse. Su flota fue la primera de origen europeo que navegó el mar Rojo en los tiempos modernos. En 1798, Francia ordenó al general Napoleón que invadiera Egipto y tomara el control del Mar Rojo. Aunque fracasó en su misión, el ingeniero Jean-Baptiste Lepère, que participó en ella, revitalizó el proyecto del canal de Darío y Necao.
El Canal de Suez se inauguró en noviembre de 1869. Después de la Segunda Guerra Mundial, los estadounidenses y los soviéticos ejercieron su influencia mientras se intensificaba el volumen del tráfico de petroleros. Sin embargo, la Guerra de los Seis Días culminó con el cierre del Canal de Suez de 1967 a 1975.

### En la Biblia
El mar Rojo, en hebreo Yam Sûf, literalmente «mar de las cañas», es conocido por el relato bíblico, contenido en el Libro del Éxodo, según el cual sus aguas se abrieron para permitir el paso, a pie, de los israelitas que huían de las tropas egipcias; las cuales a su vez fueron cubiertas por el mar al regresar a su cauce. La investigación histórica y filológica considera, sin embargo, que se trataba de un lugar al norte del mar, en las marismas de la región de Suez o en los Lagos Amargos.

## Geología

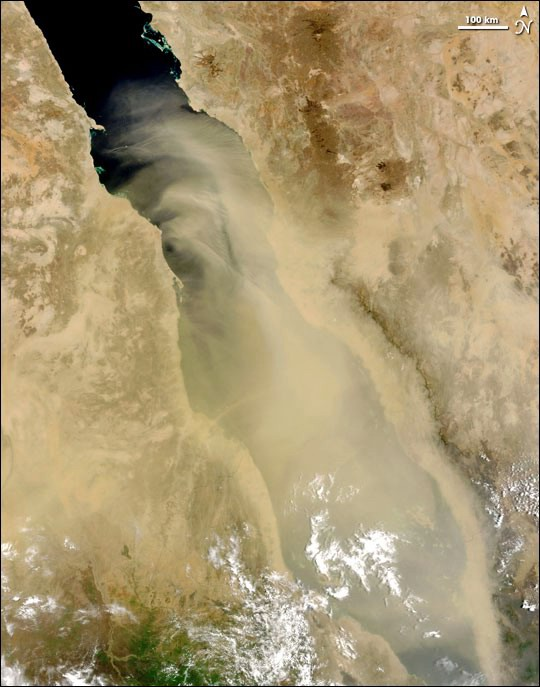
Tormenta de polvo sobre el Mar Rojo

El Mar Rojo se formó al separarse la península arábiga del Cuerno de África por el movimiento de la Falla del Mar Rojo. Esta separación comenzó en el Eoceno y se aceleró durante el Oligoceno. El mar sigue ensanchándose (en 2005, tras un periodo de tres semanas de actividad tectónica, había crecido 8 m), y se considera que con el tiempo se convertirá en un océano (como propone el modelo de John Tuzo Wilson). En 1949, un estudio de aguas profundas informó de la existencia de salmueras anormalmente calientes en la parte central del Mar Rojo. Trabajos posteriores, realizados en la década de 1960, confirmaron la presencia de salmueras salinas calientes, a 60 °C, y de lodos metalíferos asociados. Las soluciones calientes emanaban de un subsuelo activo rift. El lago Asal, en Yibuti, es elegible como sitio experimental para estudiar la evolución de las salmueras calientes profundas del Mar Rojo. Al observar la composición isotópica del estroncio de las salmueras del Mar Rojo, es posible deducir cómo estas aguas saladas que se encuentran en el fondo del Mar Rojo podrían haber evolucionado de forma similar al lago Asal, que idealmente representa su extremo composicional. La alta salinidad de las aguas no era hospitalaria para los organismos vivos.
En algún momento del período Terciario, el Bab el Mandeb se cerró y el Mar Rojo se evaporó hasta convertirse en un sumidero caliente y seco con fondo de sal. Las causas de esto podrían haber sido:
- Una «carrera» entre el ensanchamiento del Mar Rojo y la erupción del volcán de la isla de Perim llenando el Bab el Mandeb de lava.
- El descenso del nivel del mar mundial durante la Edad de Hielos debido a la gran cantidad de agua encerrada en los casquetes polares.

Una serie de islas volcánicas se elevan desde el centro del mar. La mayoría están inactivas. Sin embargo, en 2007, la isla de Jabal al-Tair en el estrecho de Bab el Mandeb entró en violenta erupción. En 2011 y 2013 se formaron dos nuevas islas en el Archipiélago Zubair, una pequeña cadena de islas propiedad de Yemen. La primera isla, la isla de Sholan, surgió en una erupción en diciembre de 2011, la segunda isla, Jadid, surgió en septiembre de 2013.

### Campos petrolíferos
El campo Durwara 2 fue descubierto en 1963, mientras que el campo Suakin 1 y el campo Bashayer 1A fueron descubiertos en 1976, en el lado egipcio del Mar Rojo. El yacimiento de Barqan se descubrió en 1969 y el de Midyan en 1992, ambos en la cuenca de Midyan, en el lado saudí del Mar Rojo. La formación Mioceno Medio de 20 m de espesor Maqna Formación de 20 m de espesor es una roca madre de petróleo en la cuenca. Las filtraciones de petróleo se producen cerca de las islas Farasan, el archipiélago Dahlak, a lo largo de la costa de Eritrea, y en el sureste del Mar Rojo a lo largo de las costas de Arabia Saudí y Yemen.

### Recursos minerales

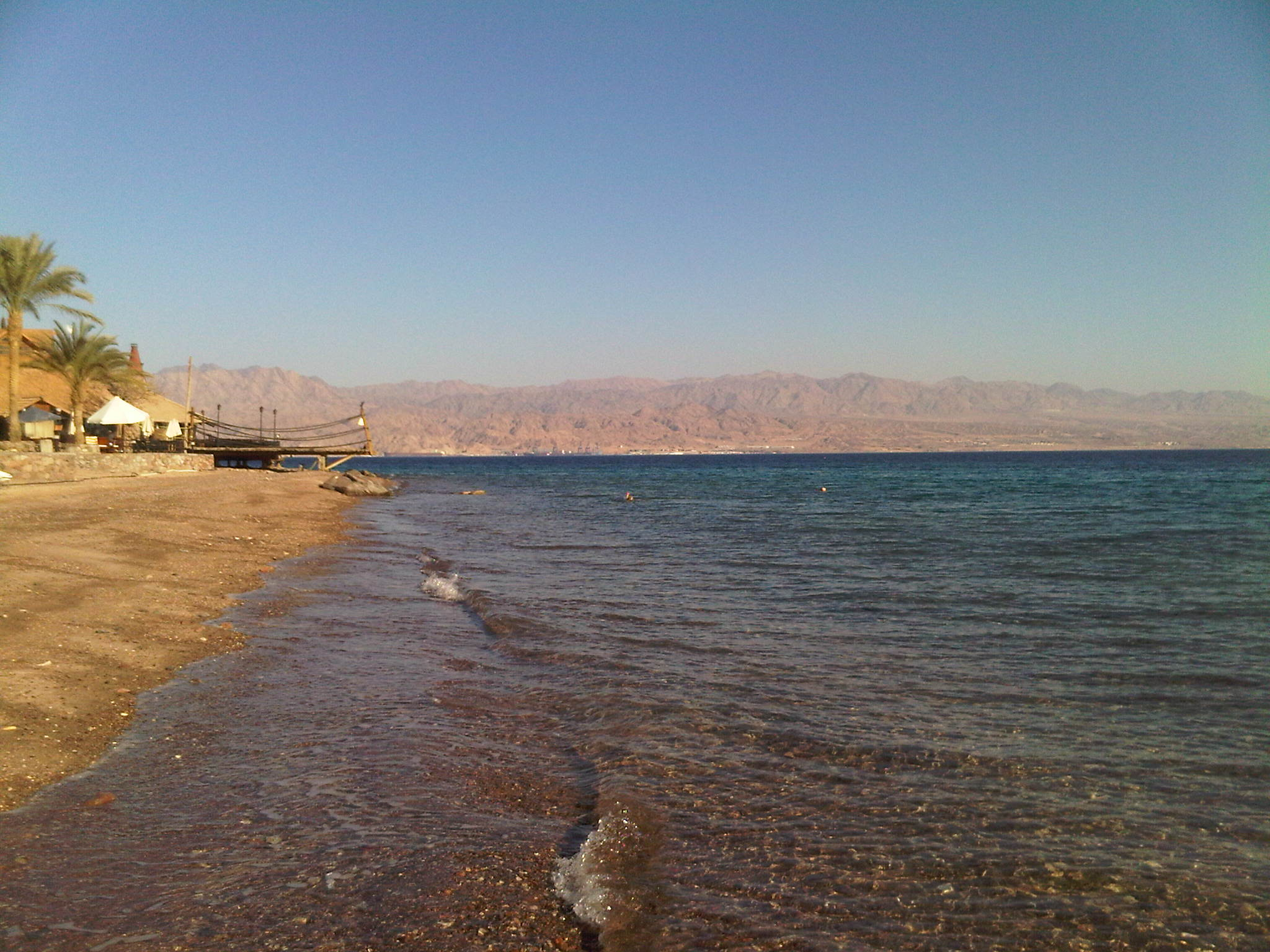
Costa del Mar Rojo en Taba, Egipto.

En términos de recursos minerales, los principales componentes de los sedimentos del Mar Rojo son los siguientes:
- Constituyentes biogénicos:

Nanofósiles, foraminíferos, pterópodos, fósiles silíceos
- Componentes volcanogénicos:

Toba, ceniza volcánica, montmorillonita, cristobalita, zeolita
- Constituyentes terrígenos:

Cuarzo, feldespatos, fragmentos de roca, mica, minerales pesados, minerales de arcilla
- Minerales autóctonos:

Mineral de sulfuros, aragonito, calcita de magnesio, protodolomita, Dolomita, cuarzo, calcedonia.
- Minerales de evaporita:

Magnesita, yeso, anhidrita, halita, polihalita
- Precipitado salino:

montmorillonita férrica, goethita, hematita, siderita, rodocrosita, pirita, esfalerita, anhidrita.

## Turismo

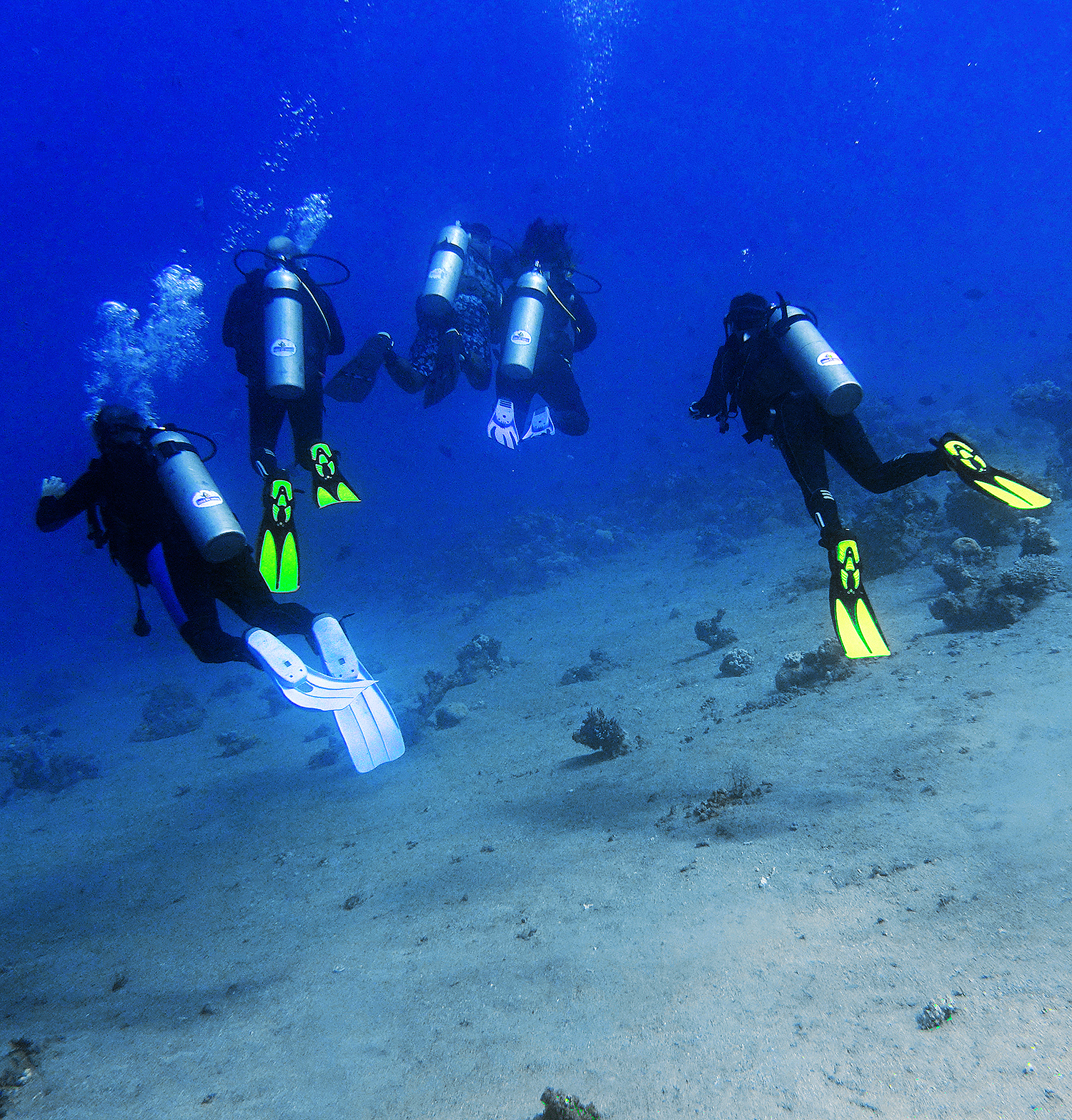
Una gran atracción turística del mar Rojo es el buceo.

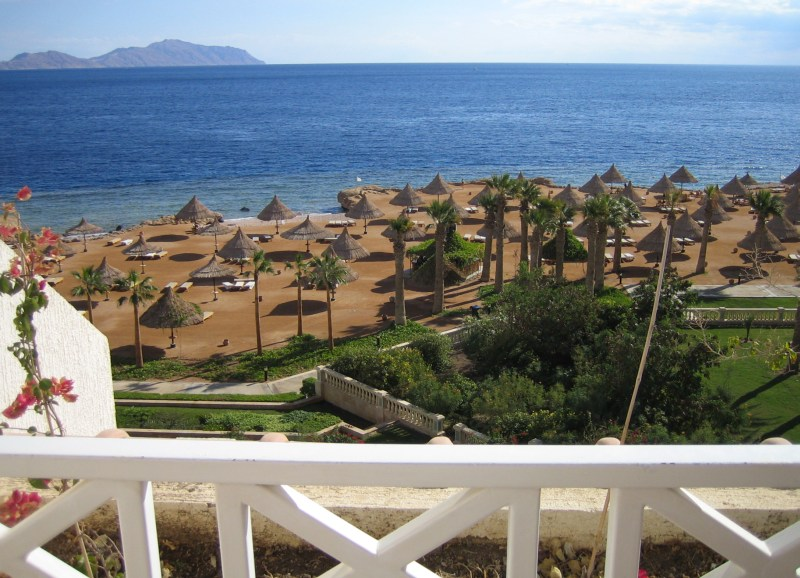
Vista del mar Rojo desde Sharm el-Sheij.

Este mar es famoso por sus lugares para buceo, donde se puede nadar en una increíble vida acuática, como Ras Mohammed y la Isla Rocosa en Egipto. También existen lugares menos conocidos en Sudán, por ejemplo Sanganeb, Angarosh y Shaab Rumi. El mar Rojo pasó a ser un importante destino para los entusiastas del buceo a partir de las expediciones de Hans Hass en los años 1950 y las de Jacques-Yves Cousteau en décadas posteriores.

## Ciudades costeras importantes
Entre las ciudades ribereñas destacan: Assab, Massawa, Hala'ib, Puerto Sudán, Safaga, Hurghada, El Suweis, Sharm el-Sheij, Eilat, Aqaba, Dahab, Jedda, Al Hudaydah.

## Delimitación de la IHO
La máxima autoridad internacional en materia de delimitación de mares, la Organización Hidrográfica Internacional («International Hydrographic Organization, IHO), considera el mar Rojo («Red Sea») como un mar. En su publicación de referencia mundial, «Limits of oceans and seas» (Límites de océanos y mares, 3.ª edición de 1953), le asigna el número de identificación 37 y lo define de la forma siguiente:

En el norte.
Los límites sur de los golfos de Suez (35) y Aqaba (36). 
En el sur.
Una línea que une Husn Murad (12º40'N, 43º30'E) y Ras Siyan (12º29'N, 43º20'E).
Limits of oceans and seas, pág. 20.